# 11通の…出せなかったラブレター
『11通の…出せなかったラブレター』（じゅういっつうのだせなかったラブレター）は、朝日放送が2005年に放送した連続テレビドラマである。全11話のオムニバス形式で、毎週土曜日未明に放送された。監督は谷村政樹をはじめ、東通企画の古賀敏仁、元村次宏やMBS企画の鐘江稔が担当。

## 第1通 天使のタイムレター
2005年1月9日放送。

### キャスト
- 坂田純也：高杉瑞穂
- 山城南：山本麻生
- 少年：上仲百波
- タクシー運転手：菊池聡

## 第2通 ファンレター
2005年1月16日放送。

### キャスト
- アユミ：大西結花
- オヤジ：石丸謙二郎
- 真也：吉井基師
- 常連客：大平シロー

## 第3通 粉雪のフォトレター
2005年1月23日放送。

### キャスト
- 佐々木夏海：川崎真央
- 阿川崇：名高達男
- 夏海の母：藤吉美加
- 山田三郎：立花貴博

## 第4通 証明写真
2005年1月30日放送。

### キャスト
- 大倉聡美：有坂来瞳
- 鍋島裕太：井之上チャル
- 野口麻里：馬場園梓
- 大学生：久保田潤

## 第5通 タクシーララバイ
2005年2月6日放送。

### キャスト
- 今井恵：伊藤裕子
- 井手良夫：八十田勇一
- 八木崎悦子：志乃原良子

## 第6通 天国へのラブレター
2005年2月13日放送。

### キャスト
- 旗一ハル：藤村志保
- 旗一徹：一色大輔
- 旗一ハル（若い頃）：佐藤綾
- 沢渡正志：辻本伸太郎
- 秋山尚美：矢吹春奈

## 第7通 コンプレックス
2005年2月20日放送。

### キャスト
- 坂口美咲：美崎悠
- 柏木真人：山本禎顕
- 森崎裕香：森脇英理子
- 望月麻子：別府あゆみ
- 課長：ホープユタカ

## 第8通 午前0時の郵便ポスト
2005年2月27日放送。

### キャスト
- 伊川美奈子：原史奈
- 赤井誠：川原田樹
- 石井大輝：倉田操
- 赤井光代：ひろみどり

## 第9通 女優志願
2005年3月6日放送。

### キャスト
- 朝倉早苗：葉山知穂
- 山岸学：橋本さとし
- 夏木響子：福山亜弥
- 中本次郎：吉若靖弘

## 第10通 カミヒコウキ
2005年3月13日放送。

### キャスト
- 飯田早紀：谷村美月
- 水谷春樹：森田直幸
- 石田幸弘：花谷充規

## 第11通 たった二人の卒業式
2005年3月20日放送。

### キャスト
- 北村貴之：西村和彦
- 大橋沙希子：富田麻帆
- 矢野裕一：藤井琢也
- 北村久美子：谷薫
- 岡本：伊藤えん魔
- 校長：一木美貴子